# Roland Boudreau
Pour les articles homonymes, voir Boudreau.
Roland C. Boudreau est un homme d'affaires et un homme politique canadien né le 19 octobre 1935 à Pointe-Verte et mort le 14 juin 2019 à Bathurst.

## Biographie
Roland C. Boudreau est né le 19 octobre 1935 à Pointe-Verte, au Nouveau-Brunswick. Son père est Charles Boudreau et sa mère est Marguerite Godin. Après avoir étudié à l'école publique de Pointe-Verte, il entre à l'Université Saint-Joseph de Memramcook puis à l'Université Sacré-Cœur de Bathurst. Il épouse Marjorie Lavigne le 31 mai 1954 et le couple a cinq enfants.
Il est député de Nigadoo-Chaleur à l'Assemblée législative du Nouveau-Brunswick de 1974 à 1978 en tant que conservateur. Il a aussi été ministre des Ressources naturelles durant le même mandat.
Il est membre du Club Lions.